# Agetor
Agetor (altgriechisch Ἀγήτωρ Agḗtōr, deutsch ‚Führer‘) ist eine Epiklese mehrerer griechischen Gottheiten.
In Lakedaimon wurde Zeus Agetor verehrt, er besaß einen Brandaltar, auf dem der König vor Beginn eines Feldzugs ein Opfer brachte und eine Fackel an dem Feuer entzündete, die dem Heer im Kampf vorangetragen wurde. In einem Scholion zu Theokrit werden die eigentlich dem Karneios, beziehungsweise dem Apollon Karneios, zu Ehren gefeierten Karneia in Sparta mit Zeus Agetor verbunden. Ein Erklärungsansatz dafür ist, dass man sich den Zeus Agetor dem ausziehenden Heer voranschreitend vorstellte, weshalb er im spartanischen Kult an das militärisch organisierte Fest angeschlossen wurde. In einer Glosse bei Hesychios von Alexandria werden ein Priester der Karneen Agetes (Ἀγητής Agētḗs) und in diesem Zusammenhang die Karneen Agetoria (Ἀγητόρια Agētória) genannt.
Im Scholion zu Theokrit findet sich die Nachricht Theopomps, nach dem Apollon Karneios in Argos Zeus und Hegetor (Ἑγήτωρ Hegḗtōr) genannt wurde.
Nach Pausanias stand in einem Heiligtum in Megalopolis eine Statue des Hermes Agetor neben Statuen von Apollon, Athene, Poseidon, Helios und Herakles, wo diesen Göttern zu Ehren Mysterien nach dem Vorbild der attischen Mysterien von Eleusis durchgeführt wurden.
In Zypern hieß der Priester Agetor, der das Opfer der Aphrodite leitete. Ob das bei Hesychios erwähnte dort gefeierte Fest Agetoria der Aphrodite oder einem der drei den Beinamen tragenden Götter galt, ist unklar.